# Escalloniaceae
Classification APG III (2009)
Ordre
Famille
Les Escalloniaceae (Escalloniacées) sont une famille de plantes dicotylédones, la seule de l'ordre des Escalloniales, formée de 66 espèces réparties en six à huit genres.
Ce sont des arbres ou des arbustes des régions tempérées à tropicales que l'on rencontre principalement en Amérique du Sud, Malaisie, Nouvelle-Zélande, Nouvelle-Calédonie et à l'île de La Réunion. Cette grande répartition  géographique tend à prouver pour cette famille botanique une origine sur l'ancien supercontinent du Gondwana avant qu'il se fracture et que les continents se dispersent.

## Étymologie
Le nom vient du genre type Escallonia, donné en mémoire de José Antonio Escallón y Flórez  (1739-1819),  administrateur, médecin et botaniste espagnol qui étudia la flore  de Colombie (ex-Nouvelle-Grenade), où il découvrit la plante,.

## Classification
En classification classique de Cronquist (1981), cette famille n'existait pas. 
La classification phylogénétique APG (1998) et la classification phylogénétique APG II (2003) situent la divergence de cette famille au niveau des Campanulidées (Euasterids II).
Le Angiosperm Phylogeny Website 7 décembre 2006 inclut Eremosyne pectinata (autrefois dans la famille des Eremosynaceae) et Tribeles australis (autrefois dans la famille des Tribelaceae) dans cette famille.
La classification phylogénétique APG III (2009) place cette famille dans l'ordre des Escalloniales, où sont inclus les genres précédemment placés dans les familles des Eremosynaceae, Polyosmaceae et Tribelaceae, à savoir les genres Eremosyne, Polyosma et Tribeles.

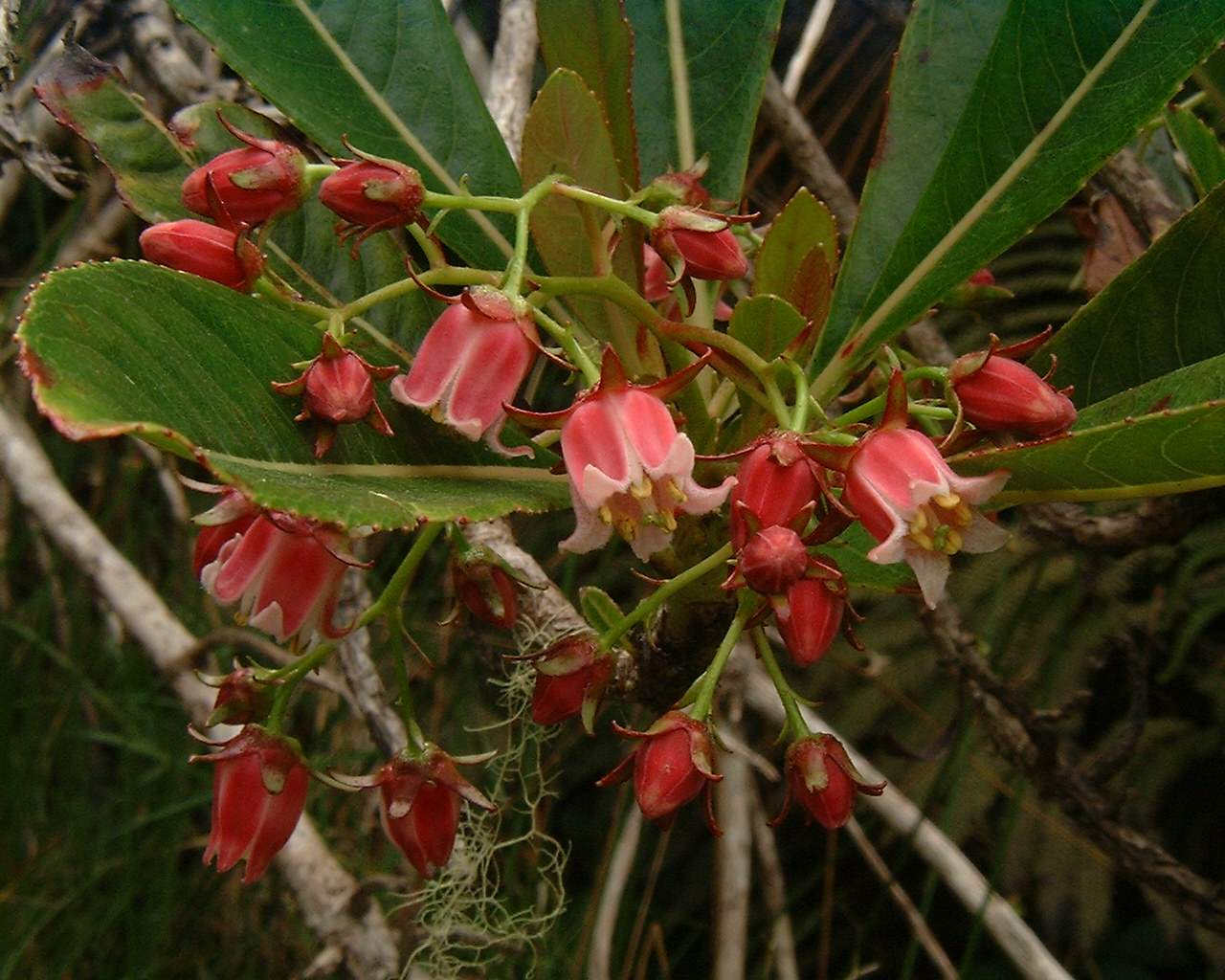
Forgesia racemosa.
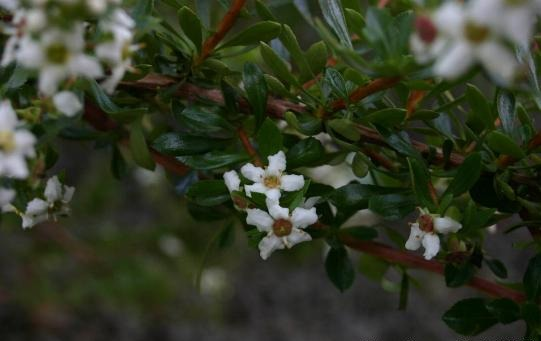
Escallonia virgata.

## Liste des genres
Selon NCBI (12 Jul 2010)
- Anopterus
- Eremosyne (en) (anciennement dans les Eremosynaceae)
- Escallonia
- Forgesia
- Platyspermation (en)
- Polyosma (en) (anciennement dans les Polyosmaceae)
- Tribeles (en) (anciennement dans les Tribelaceae)
- Valdivia (en)

Selon DELTA Angio (12 Jul 2010) :
- Anopterus
- Cuttsia (en)
- Escallonia
- Forgesia
- Polyosma
- Valdivia

## Liste des espèces
Selon NCBI (12 Jul 2010) :
- genre Anopterus
  - Anopterus glandulosus
  - Anopterus macleayanus
- genre Eremosyne
  - Eremosyne pectinata
- genre Escallonia
  - Escallonia calcottiae
  - Escallonia coquimbensis
  - Escallonia illinita
  - Escallonia myrtoidea
  - Escallonia pulverulenta
  - Escallonia resinosa
  - Escallonia rubra
  - Escallonia × langleyensis
  - Escallonia sp. 'Chase 2499 K'
  - Escallonia sp. Oxelman 2340
- genre Forgesia
  - Forgesia racemosa
- genre Platyspermation
  - Platyspermation crassifolium
- genre Polyosma
  - Polyosma cunninghamii
- genre Tribeles
  - Tribeles australis
- genre ''Valdivia
  - Valdivia gayana